# Lac Santé
Lac Santé är en sjö i Kanada.   Den ligger i provinsen Alberta, i den centrala delen av landet, 2 700 km väster om huvudstaden Ottawa. Lac Santé ligger 602 meter över havet. Arean är 9,9 kvadratkilometer. Den sträcker sig 7,4 kilometer i nord-sydlig riktning, och 6,0 kilometer i öst-västlig riktning.
Omgivningarna runt Lac Santé är en mosaik av jordbruksmark och naturlig växtlighet. Trakten runt Lac Santé är nära nog obefolkad, med mindre än två invånare per kvadratkilometer.